# Rätvinkelguldsteklar
Rätvinkelguldsteklar (Holopyga) är ett släkte i familjen guldsteklar (Chrysididae).

## Arter
- Holopyga amoenula (Dahlbom, 1845)
- Holopyga austrialis Linsenmaier, 1959
- Holopyga chrysonota (Förster, 1853)
- Holopyga cypruscula Linsenmaier, 1959
- Holopyga duplicata Linsenmaier, 1997
- Holopyga fastuosa (Lucas, 1849)
- Holopyga fervida (Fabricius, 1781)
- Holopyga generosa (Förster, 1853) (pansarguldstekel)
- Holopyga gogorzae Trautmann, 1926
- Holopyga guadarrama Linsenmaier, 1987
- Holopyga hortobagyensis Móczár, 1983
- Holopyga ignicollis Dahlbom, 1854
- Holopyga inflammata (Förster, 1853)
- Holopyga insperata Mocsáry, 1889
- Holopyga jurinei Chevrier, 1862
- Holopyga lucida (Lepeletier, 1806)
- Holopyga mauritanica (Lucas, 1849)
- Holopyga mavromoustakisi Enslin, 1939
- Holopyga merceti Kimsey, 1991
- Holopyga metallica (Dahlbom, 1854)
- Holopyga minuma Linsenmaier, 1959
- Holopyga miranda Abeille de Perrin, 1878
- Holopyga mlokosiewitzi (Radoszkowski, 1876)
- Holopyga parvicornis Linsenmaier, 1987
- Holopyga pseudovata Linsenmaier, 1987
- Holopyga punctatissima Dahlbom, 1854
- Holopyga rubra Linsenmaier, 1999
- Holopyga sardoa Invrea, 1952
- Holopyga trapeziphora Linsenmaier, 1987
- Holopyga vigora Linsenmaier, 1959

## Bildgalleri

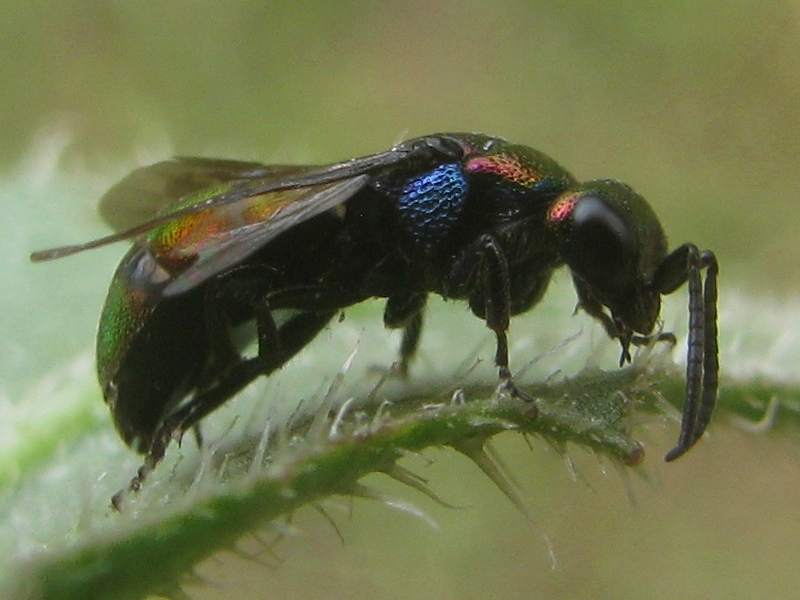
Holopyga fervida